# Powiat nowoaleksandrowski
Powiat lub ujezd nowoaleksandrowski (powiat jezioroski) – jednostka administracyjna poziomu ujezdu w guberni kowieńskiej Imperium Rosyjskego.

## Powiat brasławski

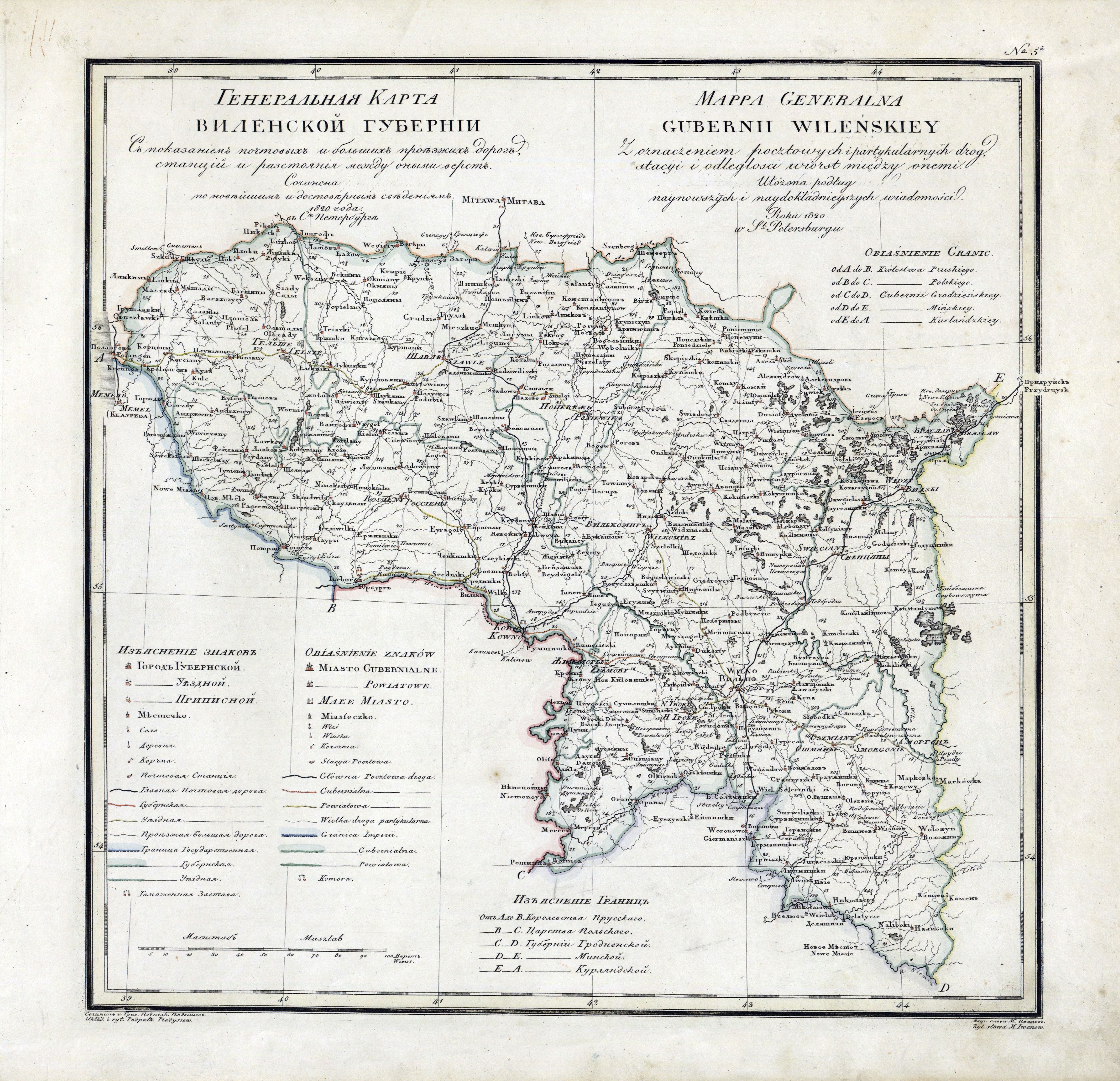
Mapa guberni wileńskiej z 1820 roku – w jej prawym górnym rogu (w części północno-wschodniej) znajduje się powiat brasławski

Po III rozbiorze Polski w 1795 roku i likwidacji podziału administracyjnego Rzeczypospolitej, w tym województwa brasławskiego ze stolicą w Brasławiu, utworzonego na sejmie grodzieńskim 23 listopada 1793 roku, władze rosyjskie podzieliły nowo pozyskane ziemie Imperium Rosyjskiego na nowe gubernie. Nowo utworzona gubernia wileńska razem z guberniami kowieńską, grodzieńską, mińską, mohylewską oraz witebską tworzyła Kraj Północno-Zachodni (teren byłego Wielkiego Księstwa Litewskiego). 24 października 1795 roku została podzielona na powiaty (ujezdy): brasławski, wileński, wiłkomierski, zawilejski, kowieński, oszmiański, rosieński, telszewski, trocki, upicki (poniewieski) i szawelski.
W czasie reform administracyjnych cara Pawła I ukazem z 12 września 1796 roku (który wszedł w życie w 1797 roku) gubernię wileńską połączono z gubernią słonimską w jedną gubernię litewską z siedzibą w Wilnie. Kilka lat później, już za Aleksandra I, gubernia litewska w 1801 roku została podzielona na wileńską (do 1840 roku była nazywana litewsko-wileńską) oraz grodzieńską (dawniej gubernia słonimska). Od 1819 roku gubernia wileńska pozostawała pod naczelnym zarządem administracyjnym wielkiego księcia Konstantego.
W latach 1801–1808 siedzibą powiatu był Brasław, następnie, po pożarze miasta, do 1836 roku – Widze. 

## Powiat nowoaleksandrowski

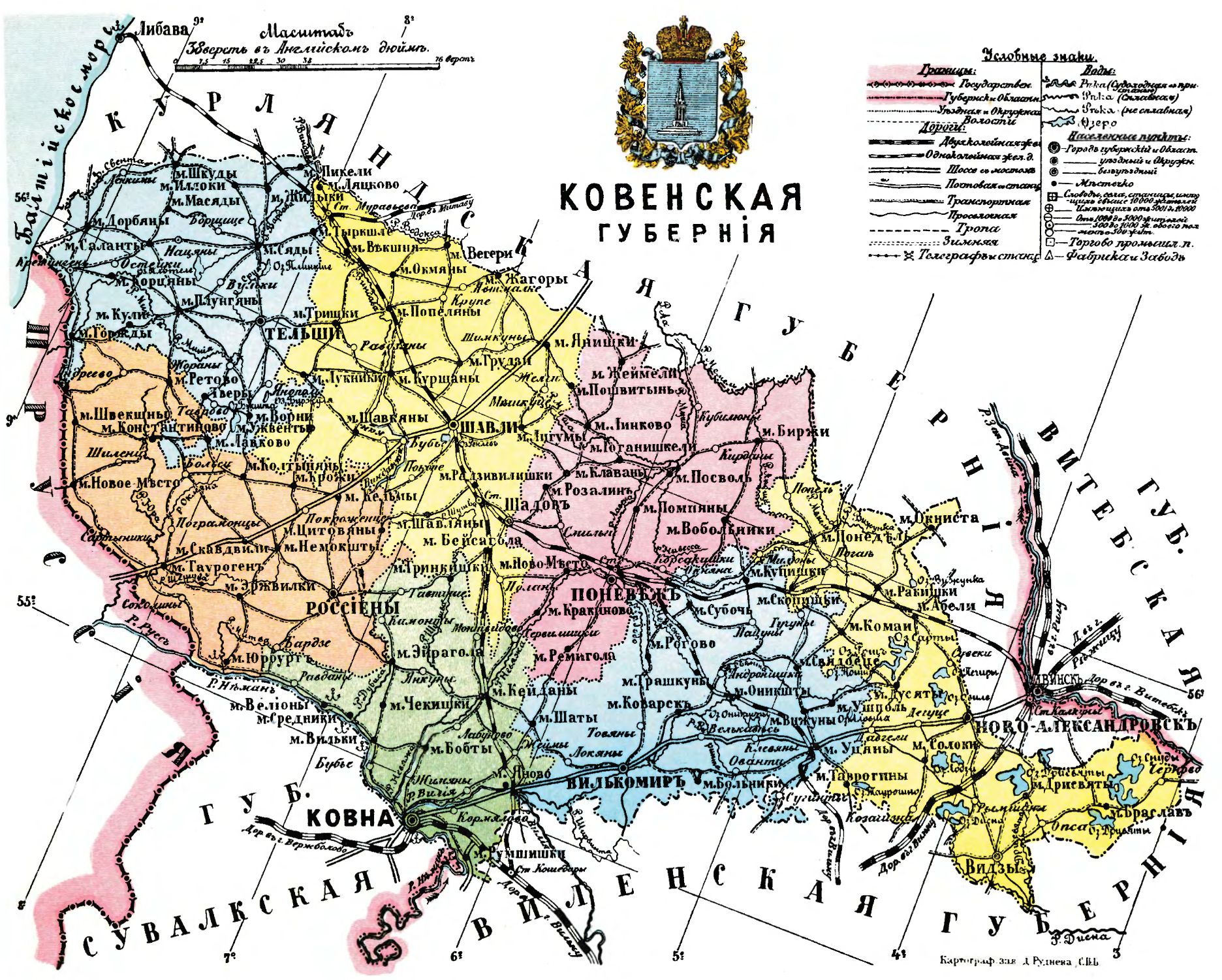
Mapa guberni kowieńskiej z 1913 roku. Powiat nowoaleksandrowski jest w jej wschodniej części. Tereny, które stały się częścią powiatu brasławskiego II Rzeczpospolita są na wschód od linii kolejowej Dyneburg–Wilno (linia kolejowa była po polskiej stronie)

W roku 1835 władze carskie zmieniły (od początku 1836 roku) nazwę powiatu brasławskiego na nowoaleksandrowski. W roku 1836 przemianowano też miasteczko Jeziorosy na Nowoaleksandrowsk i przeniesiono do niego siedzibę władz powiatu. 
Decyzją cara Mikołaja I z 18 grudnia?/30 grudnia 1842 roku w dniu 1 lipca?/13 lipca 1843 roku powiat nowoaleksadrowski, po dodaniu do niego części powiatu wiłkomierskiego, wszedł w skład guberni kowieńskiej. Pod względem etnograficznym dzielił się na dwie części: zachodnią (dawny powiat wiłkomierski), zdominowany przez ludność pochodzenia litewskiego i wschodnią (dawny powiat brasławski), ze znaczącą ilością ludności pochodzenia polskiego, łotewskiego oraz białoruskiego.
Od 1915 roku zachodnia część obszaru dotychczasowego ujezdu była okupowana przez armię Cesarstwa Niemieckiego i wchodziła w skład tzw. okręgu Litwa należącego do obszaru Ober-Ost. Na terenie zachodniej części dotychczasowego ujezdu powołano dwa nowe „niemieckie” powiaty: rakiszecki (Landkreis Rakischki) i Saldugischki (Landkreis Saldugischki, Syłgudyszki). Ta część danego powiatu została częścią Litwy, w wyniku powołania do istnienia Królestwa Litwy w 1918 roku, i w kolejnych latach nie była terenem walk. Natomiast wschodnia część w grudniu 1918 roku była zajęta przez bolszewików. Na początku 1920 roku bolszewicy zostali stąd wyparci przez Polaków. W wyniku ofensywy Tuchaczewskiego (początek lipca 1920 roku) ponownie wschodnia część dawnego powiatu dostała się w ręce bolszewików, skąd (w południowej części) została wyparta przez Polaków w październiku 1920 roku. 18 października 1920 roku weszło w życie zawieszenie broni, co ustabilizowało front na północ i wschód od granic dawnego powiatu, pozostawiając jego wschodnią część po polskiej stronie.
Po ustabilizowaniu się granic Polski, Litwy i ZSRR w wyniku m.in. podpisania traktatu ryskiego 30 kwietnia 1921 roku obszar wcześniejszego ujezdu nowoaleksandrowskiego został podzielony między Polskę (powiat brasławski, wschodnia część dawnego powiatu) i Republikę Litewską (wschodnia część okręgu uciańskiego, zachodnia część dawnego powiatu).